# Île Néaé
L’île Néaé est un îlot de Nouvelle-Calédonie appartenant administrativement à Yaté.